# 국도 제40호선 (미국)
미국의 국도 제 40호선(U.S. Route 40)은 미국 유타주 - 뉴저지주를 연결하는 연장 2,285.74 마일 (3,678.54 km)의 국도이다.
서부 유타주의 en:Silver Summit, Utah에서부터 시작하여 콜로라도주, 캔자스주, 미주리주, 일리노이주, 인디애나주, 오하이오주, 웨스트버지니아주, 펜실베이니아주, 메릴랜드주, 델라웨어주를 거쳐 뉴저지주의 애틀랜틱시티에 이른다. 총 12개의 미국의 주를 통과한다.
국도 40호선은 여러 주요 주간고속도로와 교차하며, 콜로라도주-워싱턴 (펜실베이니아주) 구간은 주간고속도로 제70호선과 공유한다.

## 주행 거리

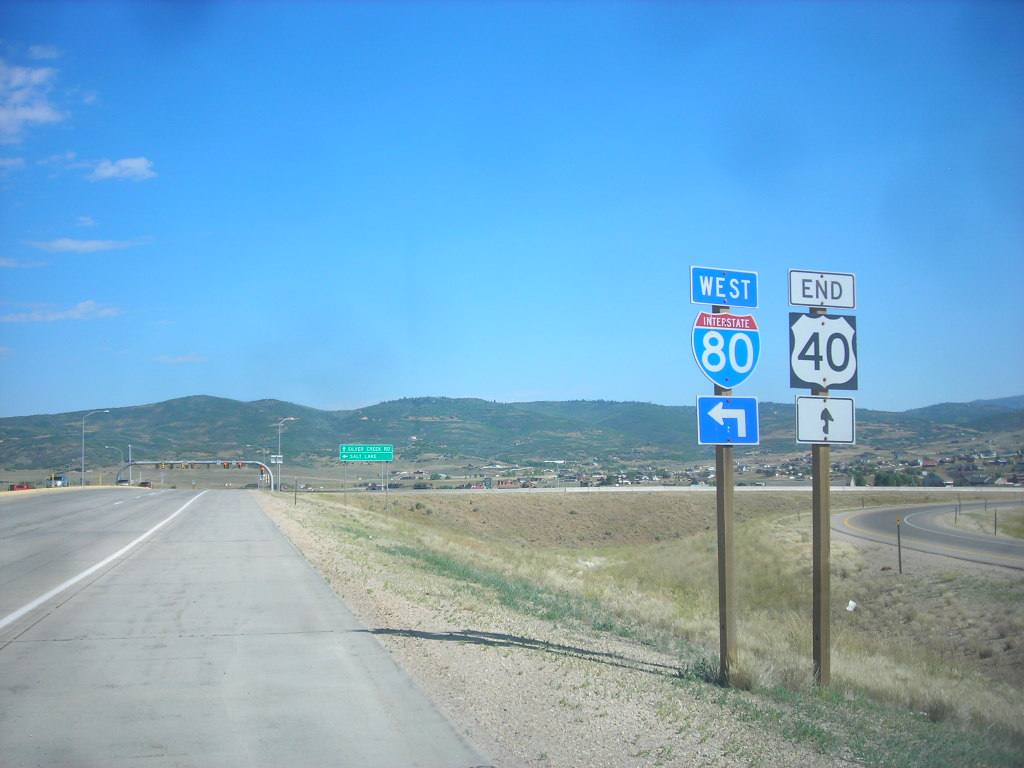
주간고속도로 제80호선의 실버크릭 분기점에서의 국도 제40호선의 서쪽 끝 지점

|                   | 마일(mi) | 킬로미터(km) |
| ----------------- | -------- | ------------ |
| 유타 주           | 174.54   | 280.89       |
| 콜로라도 주       | 496.44   | 798.94       |
| 캔자스 주         | 423.67   | 681.83       |
| 미주리 주         | 255.05   | 410.46       |
| 일리노이 주       | 159.99   | 257.48       |
| 인디애나 주       | 143.95   | 231.67       |
| 오하이오 주       | 228.37   | 367.53       |
| 웨스트버지니아 주 | 15.87    | 25.54        |
| 펜실베이니아 주   | 82.46    | 132.71       |
| 메릴랜드 주       | 220.88   | 355.47       |
| 델라웨어 주       | 17.18    | 27.65        |
| 뉴저지 주         | 64.28    | 103.45       |

## 같이 보기
- 미국의 일반 국도
- 주간고속도로 제70호선